# An Indian's Gratitude (film 1910)
An Indian's Gratitude è un cortometraggio muto del 1910 diretto da James Young Deer. Prodotto da Theodore Wharton per la Pathé Frères, il film - di genere western - fu l'esordio sugli schermi di Lucille Young.

## Produzione
Il film fu prodotto dalla Pathé Frères.

## Distribuzione
Distribuito dalla General Film Company, il film - della lunghezza di 301,75 metri - uscì nelle sale cinematografiche degli Stati Uniti l'8 ottobre 1910. In Francia, il film fu distribuito dalla S.C.A.G.L. nel 1911 in una versione di 250 metri.

### Date di uscita
- USA	8 ottobre 1910
- Francia  1911

Alias
- Gratitude de chef indien	Francia